# Yaslıbahçe, Bulancak
Yaslıbahçe là một xã thuộc huyện Bulancak, tỉnh Giresun, Thổ Nhĩ Kỳ. Dân số thời điểm năm 2011 là 295 người.